# Babadan (Karangdowo)
Babadan is een bestuurslaag in het regentschap Klaten van de provincie Midden-Java, Indonesië. Babadan telt 1556 inwoners (volkstelling 2010).